# خوزه هرموسا
خوزه هرموسا (انگلیسی: José Hermosa؛ زادهٔ ۲۳ آوریل ۱۹۸۹) بازیکن فوتبال اهل اسپانیا است.
از باشگاه‌هایی که در آن بازی کرده‌است می‌توان به باشگاه فوتبال اتلتیکو مادرید بی و باشگاه فوتبال اوساسونا اشاره کرد.
وی همچنین در تیم ملی فوتبال زیر ۱۷ سال اسپانیا بازی کرده‌است.